# マクデブルク
マクデブルク（Magdeburg、ドイツ語発音: [ˈmakdəˌbʊʁk] ( 音声ファイル)）はドイツ連邦共和国の都市。ザクセン＝アンハルト州の州都。主な宗教はルター派プロテスタント。人口は約24万人。

## 歴史

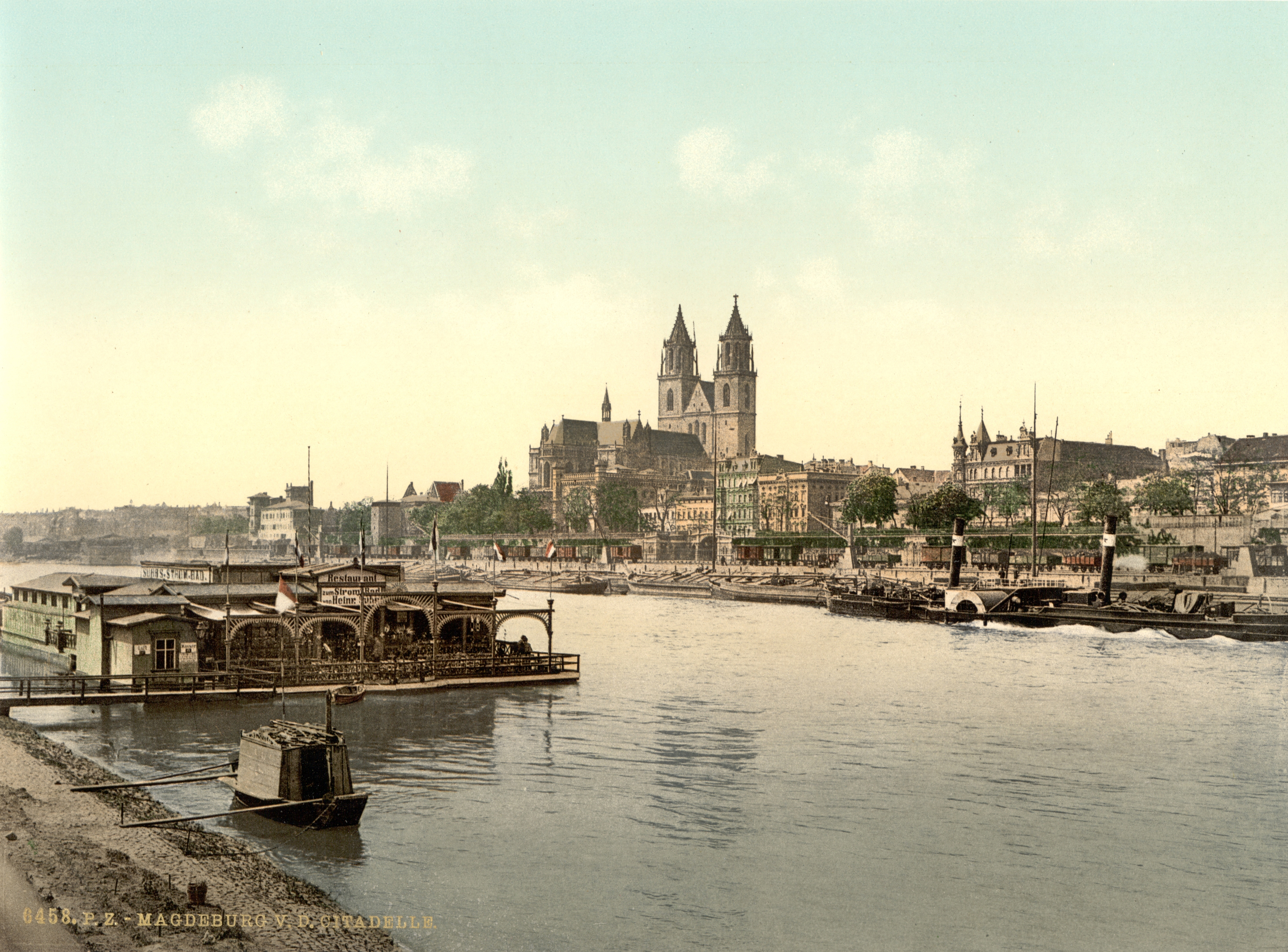
1900年のマクデブルク

805年のカール大帝の勅令に初めて≫Magadoburg≪としてこの地名があらわれる。マクデブルクは、東方のスラヴ人に対する防備施設と交通の要衝に位置する重要な商人集落として出発した。神聖ローマ帝国初代皇帝オットー1世が即位前に過ごした街としても知られる。かつてその宮殿があった場所には、1209年から 1520年にかけて建設されたドイツ最初のゴシック大聖堂である聖マウリティウス・聖カタリーナ大聖堂（Dom St. Mauritius und St. Katharina）が立っており、オットー大帝とその最初の妃エドギタの棺が安置されている。 
968年に大帝によって大司教座が置かれ、スラブ人への布教の中心地となった。1121年に、司祭者集団の修道会であるプレモントレ修道会を創立したクサンテンのノルベルト（Norbert von Xanten; 1082-1134）は、「1126年には当時空位であったマクデブルク大司教に任ぜられた」。そして「遠隔地商業都市と王宮所在地」として重要な地位を占めた。
12世紀に至るまで都市領主としての大司教と市との関係は良好であった。叙任権闘争においてもホーエンシュタウフェン家と ヴェルフェン家が王権（皇帝権）をめぐって争った際にも、市は大司教の側についた。ホーエンシュタウフェン家のフィリップ・フォン・シュヴァーベンは、こうして1199年マクデブルクにおいて宮廷会議を催した。ヴァルター・フォン・デア・フォーゲルヴァイデは、この地でのクリスマスの祝いで、テューリンゲン人・ザクセン人の奉仕をうけながら、王冠を頂き王笏を手に歩を進める王と王妃の姿を描写している。フィリップ・フォン・シュヴァーベンの死後、1208年フランクフルトでドイツ王に選出され、1209年ローマで神聖ローマ皇帝戴冠式を果たしたオットー4世は、ドイツに帰国すると、1212年反オットー派のマクデブルク大司教を討ち、マクデブルク一帯を蹂躙した。
この間、商人居住区の自立化は進み、商人団体が結成され、都市貴族も生まれ、そこから輩出された参審人（Schöffen）が市政に重要な地位を占めるようになった。都市の自治を示す1188年制定の「マクデブルク法」（Magdeburger Stadtrecht）は多数の都市法の基礎になった。1244年以降、参審人（Schöffen）による統治制度から市参事会による統治制度へと移行した。もっとも、「13世紀半ば建立の美術史上有名な『マクデブルクの騎馬像』（Magdeburger Reiter）は、皇帝から司教に授与された領主権（Hoheitsrechte）の表現と思われる」（Cord Meckseper）。
後にハンザ同盟の一員となったが、「特に穀物と塩とを輸出品としていたマクデブルクは、ハンザをマクデブルク以南の諸都市及びブランデンブルク諸都市に結びつける環であった」。
1301年、ツンフト（同職ギルド）が市政参加を求めて蜂起したが失敗、首謀者が処刑された。
14世紀以降、市と都市領主との関係は悪化し、1325年両者の武力衝突は大司教の殺害を引き起こすまでになった。その後、市は都市領主に対して相対的独立を勝ち取ったが、1486年・1497年には大司教が都市領主としての権利を貫徹した。こうしてマクデブルクは王国・帝国の中心都市としての地位を失った。15世紀の人口は15,000人から20,000人の間、面積はおそらく100ヘクタール以上であった。アルブレヒト・フォン・ブランデンブルクの大司教在位中に宗教改革の波がこの市に押し寄せた。1503年大司教は宮殿をハレに移した。1524年、ルター派に転じる。
1631年5月10日ティリーによる占領の際（マクデブルクの戦い）、市は灰燼に帰した。1545年に始まった大司教領をめぐる戦闘において、1635年マクデブルク市のザクセン公アウグスト（Prinz August von Sachsen）への譲渡がなされたが、1648年のウェストファリア条約によってブランデンブルク／プロイセンへの移行が決定された。大司教領は公爵領（Herzogtum）となった。
1807年他の29の都市とともにヴェストファーレン王国に入った。1814年にプロイセン領。翌年、プロイセンのザクセン州（Provinz Sachsen）首都。1945年破壊、4月にアメリカ軍による占領、その後ソ連占領地域、1949年にはドイツ民主共和国に、1952年にはドイツ民主共和国のひとつの県（Bezirk）の首都、1990年にはドイツ連邦共和国のザクセン・アンハルト州に帰属することとなった。マクデブルク司教区は1992年・1994年にパーダーボルン大司教区の属司教区（Suffragan）となった。
三十年戦争で打撃を受けた市の復興に力を尽くしたのが、市長のオットー・フォン・ゲーリケである。彼は優れた物理学者でもあり、真空の実験（マクデブルクの半球）を行ったことで知られる。
第二次世界大戦前にはクルップ社の製鉄所が設けられて工業が栄えたが、連合軍の空爆で破壊された。戦後、ソ連の援助によって製鉄所は復興されたが、東西統一後、旧式となった製鉄所は閉鎖され、失業率が今も高い状態となっている。
2024年12月20日、反イスラムで「元ムスリム」を自称するサウジアラビア出身の男がクリスマスマーケットの人混みに自動車でつっこむ事件が発生し、5人が死亡、200人以上が負傷した。

## 地勢

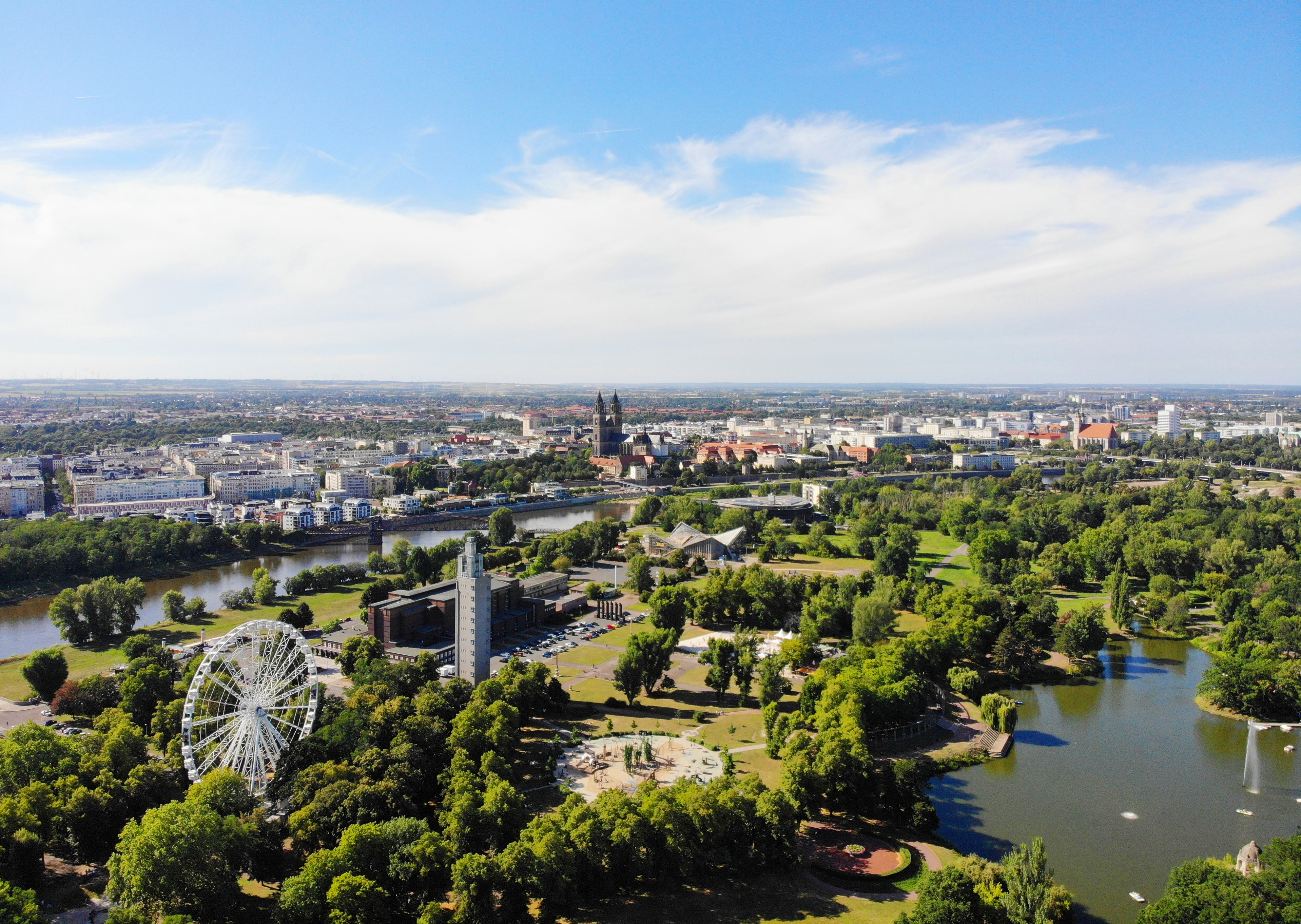
市内中心部に向かって空撮

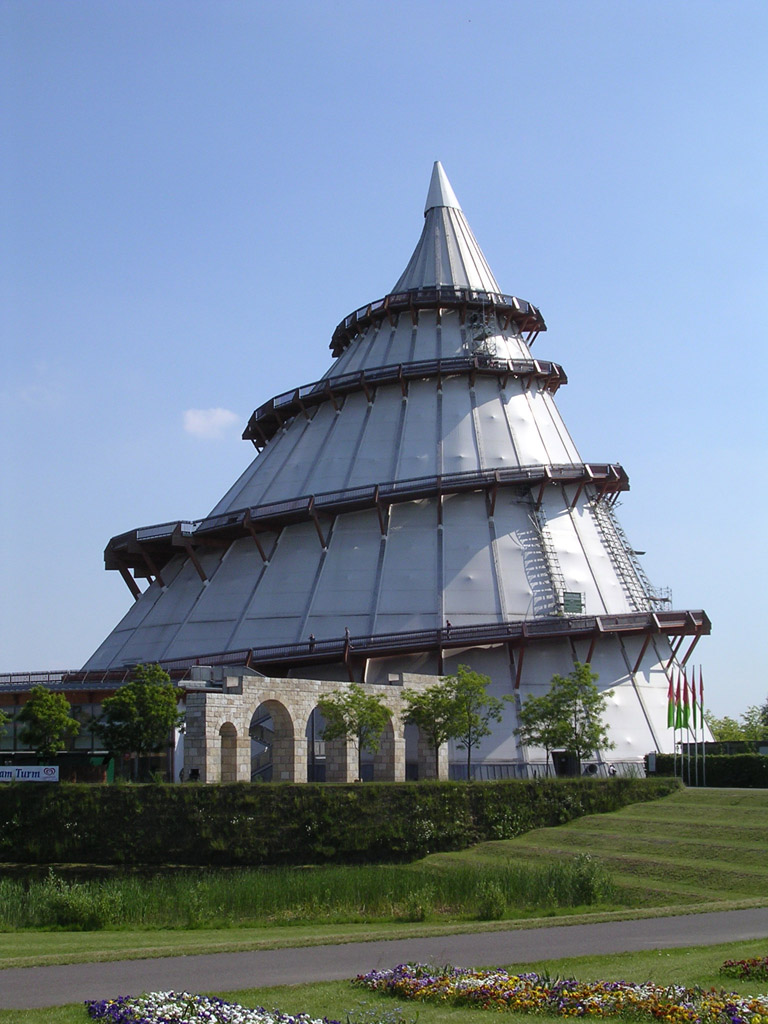
ミレニアムタワー

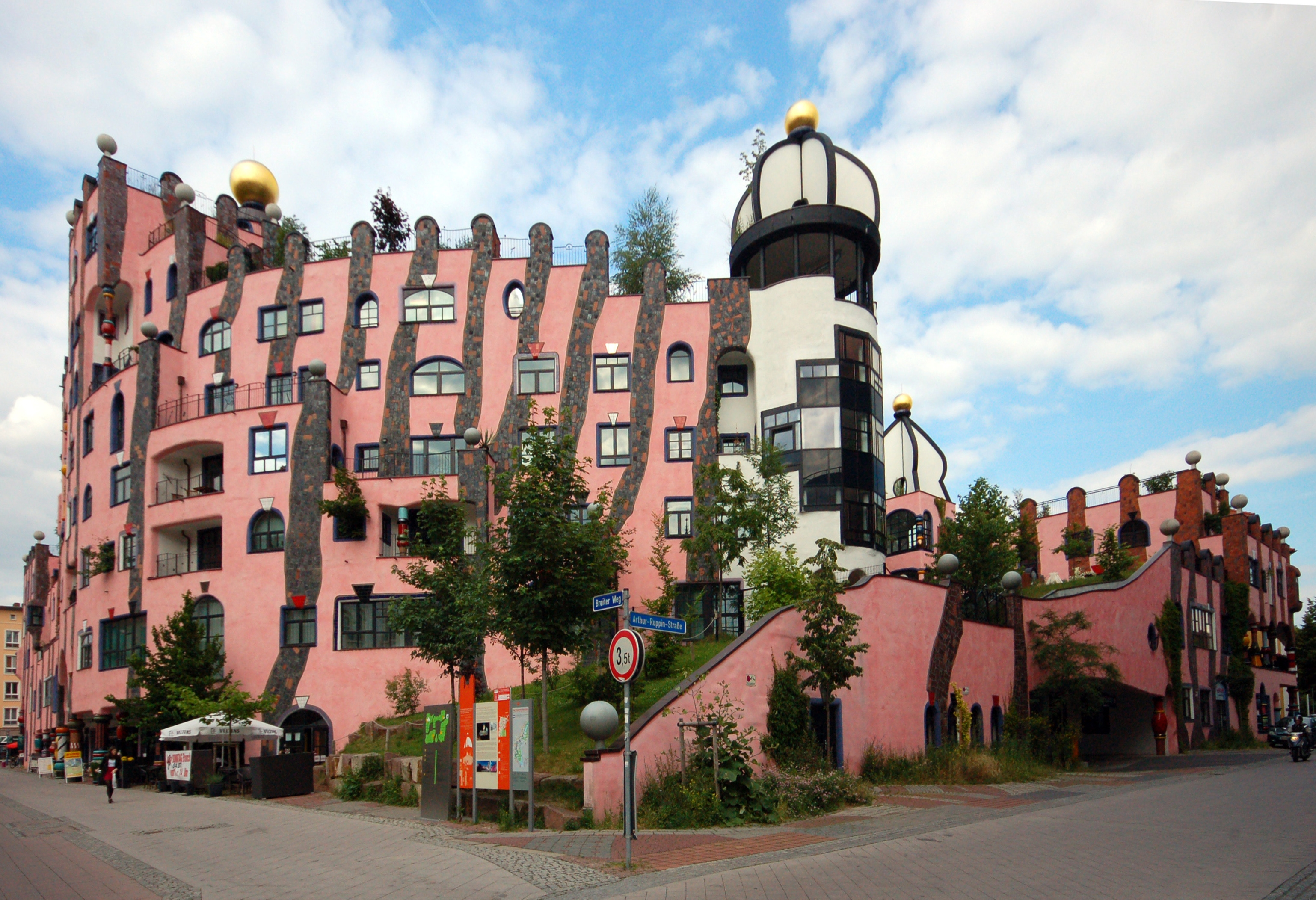
フンデルトヴァッサーハウス

エルベ川の左岸に位置し、郊外でミッテルラント運河とエルベ・ハーフェル運河がエルベ川と合流する。そのため、街にも河港があり水上交通の要所となっている。辺りは平地。近隣の都市としては、約75キロメートル西にブラウンシュヴァイク、75キロメートル南にハレ、100キロメートル東にポツダムが位置する。

## 文化・伝説
18世紀に活躍した作曲家ゲオルク・フィリップ・テレマンの出身地で、隔年でテレマン音楽祭が開催される。
「詩的リアリズム」の作家ヴィルヘルム・ラーベ（1831-1910）は、この地の書店で20歳前後の4年間働き、後の活発な作家活動のもととなる読書経験を積んでいる。
1.FCマクデブルクというサッカークラブが本拠地を置いている。
ある伝説によれば、マクデブルクに近い村々の牧草地には、野生の梨の木が立っていて、竜がその木に住んでいたので「竜の木」と呼ばれ、竜の7つの頭と同じく7つの大枝があり、実は木のように固いという。
「愉快ないたずら」で有名なティル・オイレンシュピーゲルはマクデブルクの市役所の張出し窓から飛んでみせるといいふらし、悪態をついて見物人を退散させる（第14話）。別の話では、医者とふれこみマクデブルク司教おかかえの、賢者を自称する博士を虚仮にする（第15話）。

## 交通
- マクデブルク市電

## 姉妹都市
- ナッシュビル（アメリカ合衆国テネシー州）
- ブラウンシュヴァイク（ドイツ）
- サラエボ（ボスニア・ヘルツェゴビナ）
- ザポリージャ（ウクライナ）
- ラドム（ポーランド）
- ハルビン（中国）
- ル・アーヴル（フランス）

## 出身の有名人
- オットー・フォン・ゲーリケ - 科学者
- ゲオルク・フィリップ・テレマン - 作曲家
- フリードリッヒ・ヴィルヘルム・フォン・シュトイベン - 軍人
- カール・インマーマン - 文学者・劇作家
- ゲオルク・カイザー - 劇作家
- リヒャルト・エルツェ - 画家
- ヘニング・フォン・トレスコウ - 軍人
- エーリッヒ・オレンハウアー - 政治家
- クリスティアーネ・ニュスライン＝フォルハルト - 生物学者
- メナヘム・プレスラー - ピアニスト
- トキオ・ホテル - ロックバンド